# Melidia kenyensis
Melidia kenyensis är en insektsart som beskrevs av Lucien Chopard 1954. Melidia kenyensis ingår i släktet Melidia och familjen vårtbitare. Inga underarter finns listade i Catalogue of Life.